# San Antonio (Paragwaj)
San Antonio – miasto w Paragwaju (departament Central). Według danych szacunkowych na rok 2009 liczy 103 593 mieszkańców.